# Hope (álbum)
Hope es el álbum acústico de estudio de la banda estadounidense de indie rock Manchester Orchestra. Fue lanzado el 16 de septiembre de 2014 como descarga digital a través de Loma Vista Recordings y el sello independiente de la banda, Favorite Gentlemen. Hope sirve como pieza complementaria del cuarto álbum de la banda Cope, y cada pista es una re-invención acústica de una canción de Cope.

## Lista de canciones
| N.º | Título                     | Duración |  |
| 1.  | «Top Notch»                | 3:57     |  |
| 2.  | «Choose You»               | 4:07     |  |
| 3.  | «Girl Harbor»              | 3:55     |  |
| 4.  | «The Mansion»              | 3:22     |  |
| 5.  | «The Ocean»                | 4:22     |  |
| 6.  | «Every Stone»              | 4:40     |  |
| 7.  | «All That I Really Wanted» | 3:37     |  |
| 8.  | «Trees»                    | 3:11     |  |
| 9.  | «Indentions»               | 3:56     |  |
| 10. | «See It Again»             | 2:56     |  |
| 11. | «Cope»                     | 3:05     |  |